# Palacio de Justicia y Cárcel del Condado de Dickinson
El Palacio de Justicia y Cárcel del Condado de Dickinson (en inglés Dickinson County Courthouse and Jail) es un complejo histórico de edificios gubernamentales ubicado en 700 South Stephenson Avenue en Iron Mountain, una ciudad en el estado de Míchigan (Estados Unidos). El 15 de mayo de 1980, el complejo se agregó al Registro Nacional de Lugares Históricos. 

## Historia
El condado de Dickinson fue el último de los condados de Míchigan en organizarse. Este palacio de justicia y la cárcel asociada fueron construidos en 1896 a partir de planos del arquitecto James E. Clancy de Antigo, Wisconsin, un ex residente de Iron Mountain. Fue construido por EE Grip & Co. El edificio fue renovado en 1935, agregando dormitorios para los jurados y un ala de dos pisos que conecta el palacio de justicia con la cárcel cercana. El reloj de la torre del palacio de justicia fue fabricado por Seth Thomas Clock Company en 1935; fue el último reloj de torre de pesas y poleas en el estado. Fue convertido a funcionamiento eléctrico a mediados de la década de 1950.
Se construyó una nueva cárcel en 1975, y la antigua estructura permaneció vacía y en mal estado hasta 1979. Después de una renovación, las oficinas del condado se mudaron en 1982. Más recientemente se construyó una pequeña adición de un solo piso.

## Descripción
El Palacio de Justicia del Condado de Dickinson es una estructura de estilo románica richardsoniana de 2-1/2 pisos, construida con ladrillos rojos y arenisca Portage Entry. Tiene un techo a cuatro aguas de pizarra y reloj de torre cuadrado de ladrillo. La fachada frontal contiene una entrada de arco de medio punto, sostenida por dos columnas de granito. La piedra dentada decora la línea de la cornisa. El interior ha sido ampliamente remodelado.
La cárcel de inspiración medieval fue diseñada para complementar el palacio de justicia. La cárcel es una estructura rectangular de dos pisos construida con ladrillo rojo y piedra arenisca, rematada con parapetos almenados de piedra y un techo de hojalata. Originalmente contenía 36 celdas, junto con las dependencias del sheriff.

## Galería

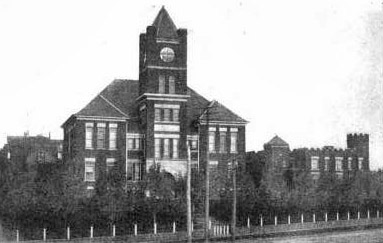
El edificio hacia 1911
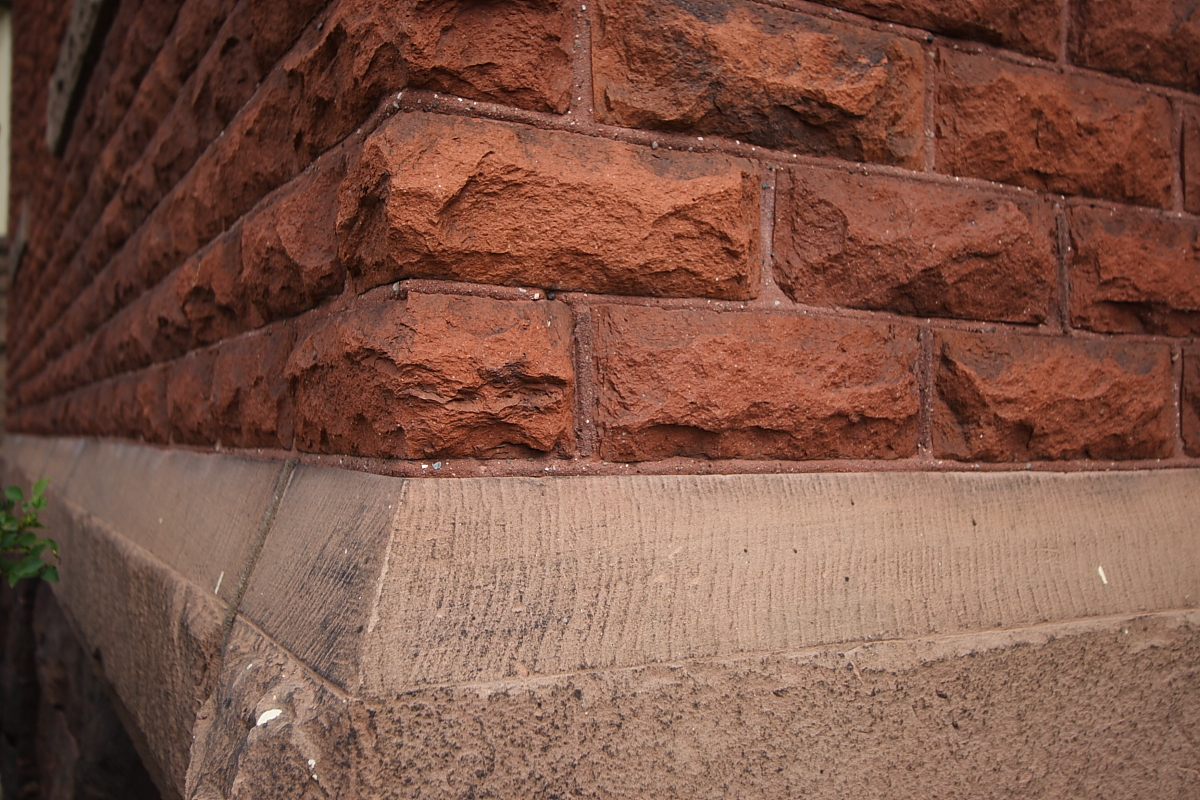
Detalle de ladrillo